# بريا هارتلي
بريا هارتلي (بالإنجليزية: Bria Hartley)‏ مواليد 30 سبتمبر 1992 في نيويورك، هي لاعبة كرة سلة أمريكية. بدأت مسيرتها الاحترافية في سنة 2014. تم اختيارها من قبل فريق سياتل ستورم خلال الدرافت. تلعب مع نيويورك ليبرتي في دوري الاتحاد الوطني لكرة السلة النسائية كلاعب هجوم خلفي. وتحمل الرقم 8. لعبت مع واشنطن ميستيكس ونيويورك ليبرتي.

## روابط خارجية
- بريا هارتلي على موقع الاتحاد الدولي لكرة السلة (الإنجليزية)
- بريا هارتلي على موقع الاتحاد الوطني لكرة السلة النسائية (الإنجليزية)
- بريا هارتلي على موقع fiba3x3.com (الإنجليزية)
- بريا هارتلي على موقع كرة السلة الأوروبية.كوم (الإنجليزية)
- بريا هارتلي على موقع كلية كرة السلة في سبورتس رفرنس.كوم (الإنجليزية)
- بريا هارتلي على موقع بروبوليرز (الإنجليزية)
- بريا هارتلي على موقع سبورتس رفرنس (الإنجليزية)